# 169
Cette page concerne l'année 169  du calendrier julien. Pour l'année 169 av. J.-C., voir 169 av. J.-C. Pour le nombre 169, voir 169 (nombre).
L'année 169 est une année commune qui commence un samedi.

## Événements
- Janvier : Lucius Verus meurt d'apoplexie près d'Altinum (Quarto d'Altino), en Italie, lors de son retour à Rome. Marc Aurèle prépare une nouvelle campagne sur le Danube pendant huit mois. Il remarie sa fille Lucille, veuve de Lucius Verus, à Claudius Pompeianus, légat qui s'est distingué dans les combats récents[1]. Il reste seul empereur, n'associant pleinement son fils Commode à l’empire qu'en 176.
  - La Rhétie et la Norique deviennent des provinces prétoriennes à une légion (20 000 hommes environ pour les deux provinces)[2]. Lors des guerres danubiennes, faute d’effectif suffisant, l’armée romaine (en théorie 400 000 hommes) enrôle des gladiateurs, des esclaves et même des pillards de Dalmatie et de Dardanie[3]. Pour financer la guerre, Marc Aurèle recours à l’emprunt forcé et fait vendre aux enchères les objets précieux du garde meuble impérial[4].

- Automne : Marc Aurèle retourne sur la frontière du Danube pour continuer les Guerres marcomanes (169-175) ; il installe probablement son quartier général à Sirmium[1].
- 24 octobre : date probable de l'érection de la Stèle n° 1 de La Mojarra en Mésoamérique[5].

## Naissances en 169
- Jingū, impératrice légendaire du Japon.

## Décès en 169
- Lucius Verus, coempereur avec Marc Aurèle.